# Bashgultala clara
Bashgultala clara är en insektsart som beskrevs av Dlabola 1957. Bashgultala clara ingår i släktet Bashgultala och familjen Kinnaridae. Inga underarter finns listade i Catalogue of Life.